# Гоплии
Гоплии (лат. Hoplia) — многочисленный род пластинчатоусых жуков из подсемейства хрущей.

## Описание

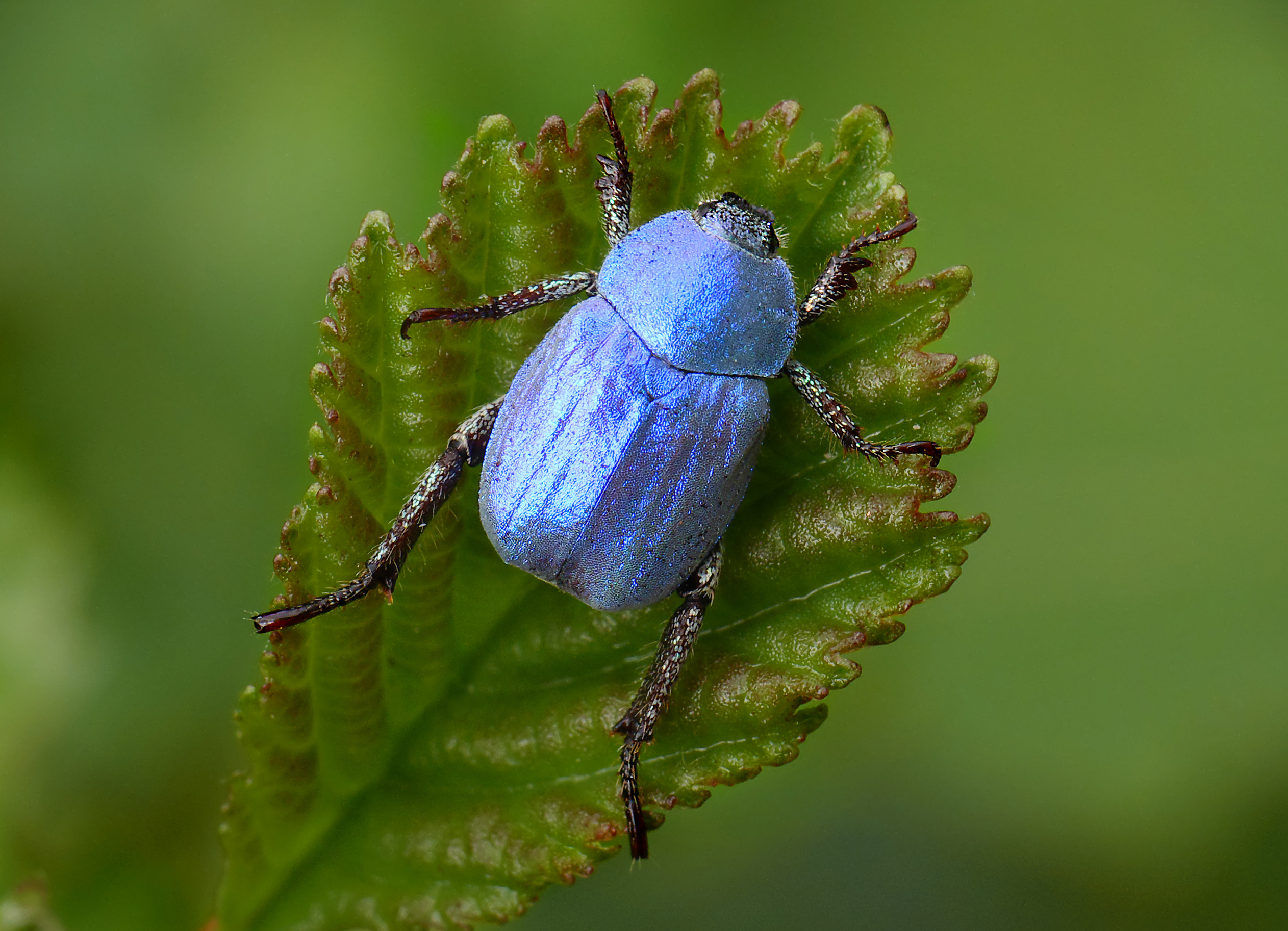
Hoplia coerulea

Жуки преимущественно маленького или среднего размера, длиной 5—15 мм. Тело относительно короткое, реже — удлиненное, выпуклое или сверху несколько уплощенное. Тело покрыто густыми, иногда полностью скрывающими основной фон, круглыми, овальными или волосовидными чешуйками различного цвета (иногда металлически или перламутрово блестящими). Некоторые виды лишены чешуйчатого покрова. Помимо чешуек тело жуков покрыто более или менее длинными и многочисленными волосками (иногда короткими и редкими). Усики самцов и самок 9- или же 10-члениковые, их булава маленькая 3-члениковая, не отличающаяся у разных полов. Переднеспинка относительно поперечная и выпуклая, с острыми или прямыми, реже — тупыми передними углами, округленным боковым краем. Задний край переднеспинки дуговидно выпуклый. Щиток небольшого размера, округло-треугольной формы. Надкрылья короткие (иногда более удлинённые), преимущественно с хорошо развитыми плечевыми и предвершинными буграми, с разной степенью развитыми рёбрами, а также с косым вдавлением внутри от плечевого бугра. Пропигидий прикрыт надкрыльями, только его задний край открытый. Пигидий слабо выпуклый или плоский. Грудь кроме чешуек покрыта также густыми или негустыми волосками. Передние голени снаружи имеют 3 или 2 зубца, задние голени более-менее утолщённые, в особенности у самок, у которых они толще и гораздо короче, чем у самцов. Лапки короткие, не длиннее голеней, реже — более длинные.
Личинки описаны только у очень небольшого числа видов. Отличаются более коротким 4-м члеником усиков, который значительно короче 2-го, и менее густым расположением беспорядочно рассеянных на задней части анального стернита крючковатых щетинок.

## Ареал

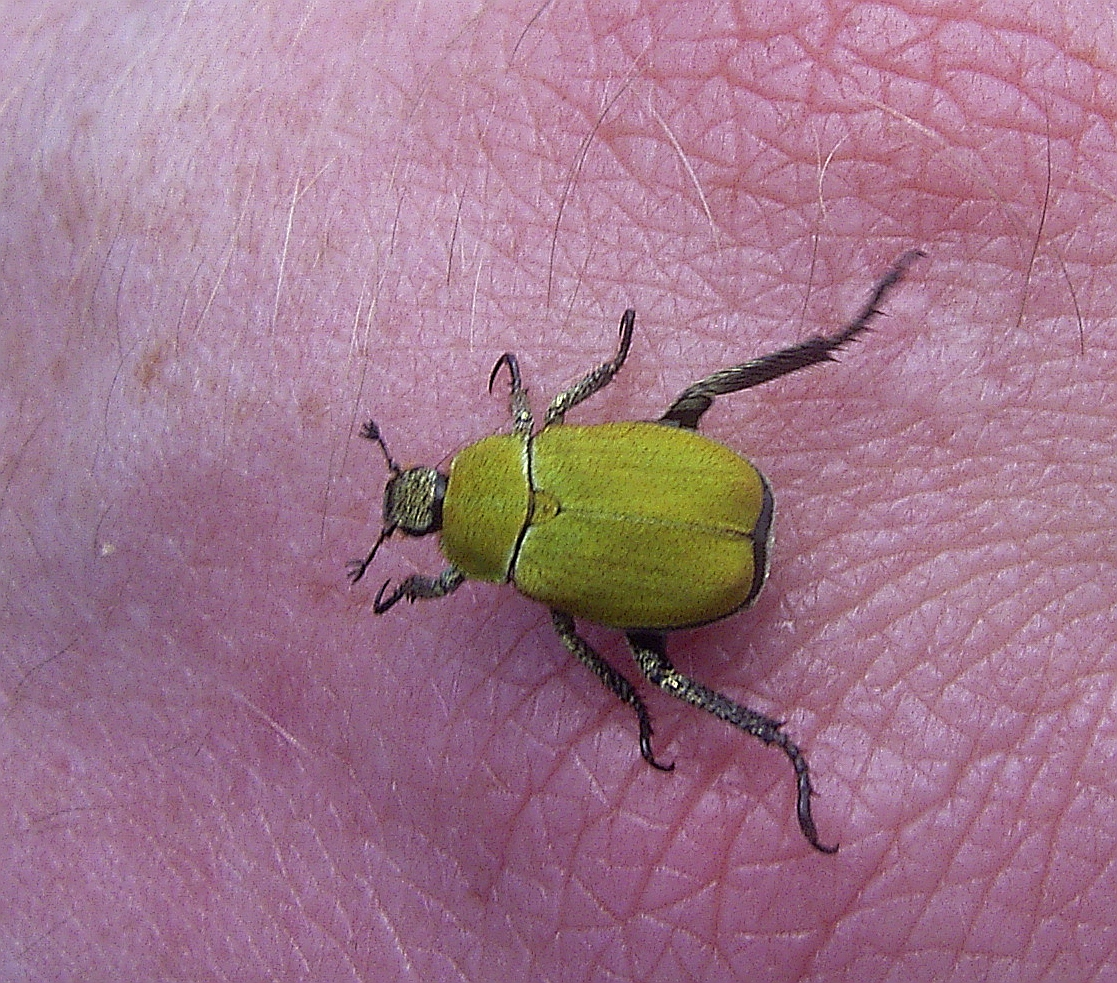
Hoplia argentea — типовой вид рода

Род распространен на всех континентах, кроме Австралии и Антарктиды. Ареал
рода охватывает всю Европу, кроме тундры и большей части тайги, Малую Азию, Кавказ, северный Иран, горные и предгорные степные районы Средней Азии, большую часть восточно-сибирской тайги и юг и восток Азиатского материка включая острова (Япония, Филиппинские, Суматра, Ява, Борнео, Целебес), северо-западную и южную Африку, Мадагаскар, южная часть Северной Америки и север Южной Америки.
В Палеарктике обитает не менее 45 видов. На территории стран бывшего СССР обитает как минимум 27 видов.

## Биология
Большинство видов приурочено к местностям с достаточным увлажнением: в степях и пустынях представители рода практически не обитают. Наибольшее количество видов связано с местностями с богатой развитой растительностью — на равнинах, по речным долинам, в горах.
Жуки активны в дневное время суток и держатся на травянистой и молодой древесной растительности. Жуки питаются листьями. Личинки обитают в почве, питаясь мелкими корешками. Генерация однолетняя. Зимуют личинки.

## Виды
- Hoplia africana
- Hoplia alishana
- Hoplia anatolica
- Hoplia angulata
- Hoplia argentea
- Hoplia asteria
- Hoplia attilioi
- Hoplia aulica
- Hoplia aureola
- Hoplia bezdeki
- Hoplia bhutanica
- Hoplia bifasciata
- Hoplia bilineata
- Hoplia bioscae
- Hoplia bisignata
- Hoplia bomiensis
- Hoplia brevipes
- Hoplia brunnipes
- Hoplia bucharica
- Hoplia campestris
- Hoplia caucasica
- Hoplia chinensis
- Hoplia chlorophana
- Hoplia choui
- Hoplia cincticollis
- Hoplia ciscaucasica
- Hoplia citrea
- Hoplia citrinella
- Hoplia clotildae
- Hoplia coerulea
- Hoplia coeruleosignata
- Hoplia colchica
- Hoplia coluzzii
- Hoplia communis
- Hoplia concolor
- Hoplia corallipes
- Hoplia corniculata
- Hoplia cupulosa
- Hoplia cylindrica
- Hoplia davidis
- Hoplia detrita
- Hoplia digitifera
- Hoplia dilutipes
- Hoplia divina
- Hoplia djukini
- Hoplia dubia
- Hoplia elegantula
- Hoplia endrodii
- Hoplia euphratica
- Hoplia excellens
- Hoplia fiorii
- Hoplia flavipes
- Hoplia forsteri
- Hoplia freudei
- Hoplia fukiensis
- Hoplia fulvofemorata
- Hoplia gabriellina
- Hoplia gagates
- Hoplia gibbosa
- Hoplia golovjankoi
- Hoplia gracilis
- Hoplia graminicola
- Hoplia grisea
- Hoplia gyirongensis
- Hoplia hakonensis
- Hoplia harpagon
- Hoplia hauseri
- Hoplia herminiana
- Hoplia hirsuta
- Hoplia hirticollis
- Hoplia hispida
- Hoplia huettenbacheri
- Hoplia hungarica
- Hoplia hyrcana
- Hoplia indica
- Hoplia ingrata
- Hoplia inornata
- Hoplia iridescens
- Hoplia klapperichi
- Hoplia kocheri
- Hoplia korbi
- Hoplia koreana
- Hoplia kunzii
- Hoplia laconiae
- Hoplia laetitiae
- Hoplia lama
- Hoplia latesuturata
- Hoplia lishana
- Hoplia mahayana
- Hoplia makiharai
- Hoplia matsudai
- Hoplia mediocris
- Hoplia mina
- Hoplia minuscula
- Hoplia minuta
- Hoplia modestula
- Hoplia moerens
- Hoplia monticola
- Hoplia multiclava
- Hoplia muluyensis
- Hoplia nakanei
- Hoplia nebulosa
- Hoplia nengkaoshana
- Hoplia nepalensis
- Hoplia nigrina
- Hoplia nigromaculata
- Hoplia nigrosparsa
- Hoplia ochraceoscutellata
- Hoplia ochreata
- Hoplia paganettii
- Hoplia pardoi
- Hoplia parvula
- Hoplia paupera
- Hoplia pentheri
- Hoplia peronii
- Hoplia philanthus
- Hoplia platyca
- Hoplia plebeja
- Hoplia polita
- Hoplia pollinosa
- Hoplia pontica
- Hoplia potanini
- Hoplia praticola
- Hoplia pseudophilanthus
- Hoplia pubicollis
- Hoplia pulchra
- Hoplia pulverulenta
- Hoplia puncticollis
- Hoplia reinii
- Hoplia reitteri
- Hoplia rossica
- Hoplia rufocuprea
- Hoplia rufopicta
- Hoplia rungsi
- Hoplia sabatinellii
- Hoplia sabraechatilae
- Hoplia scheibei
- Hoplia scheini
- Hoplia schuberti
- Hoplia scutellaris
- Hoplia semenowi
- Hoplia semicastanea
- Hoplia shibatai
- Hoplia shimomurai
- Hoplia shirakii
- Hoplia shirozui
- Hoplia simillima
- Hoplia siningensis
- Hoplia spectabilis
- Hoplia squamacea
- Hoplia squamigera
- Hoplia squamiventris
- Hoplia stenolepis
- Hoplia sulphurea
- Hoplia susiana
- Hoplia taiwana
- Hoplia tesari
- Hoplia testudinis
- Hoplia thibetana
- Hoplia tuberculicollis
- Hoplia tuberculifera
- Hoplia tuberculifrons
- Hoplia uniformis
- Hoplia ushijimai
- Hoplia validipes
- Hoplia versicolor
- Hoplia vestita
- Hoplia vicina
- Hoplia virginioi
- Hoplia viridissima
- Hoplia viridula
- Hoplia vittata
- Hoplia walterrossii
- Hoplia yushana
- Hoplia zaitzevi